# Acanthocobitis
Acanthocobitis és un gènere de peixos de la família dels balitòrids i de l'ordre dels cipriniformes. Totes les seues espècies apareixen a la Llista Vermella de la UICN
Es troba a Àsia: des de la conca del riu Indus al Pakistan fins a la del Mae Khlong a Tailàndia, incloent-hi l'Índia (com ara, Manipur, Maharashtra, Karnataka i els Ghats Occidentals), Sri Lanka (des del riu Kelani fins al riu Nilwala), Bangladesh, Myanmar, el Nepal, la Xina (Yunnan) i els rius Ganges, Chindwin, Irauadi, Brahmaputra, Sitang i Salween.

## Taxonomia
- Acanthocobitis botia (Hamilton, 1822)[26]
- Acanthocobitis rubidipinnis (Blyth, 1860)[27]
- Acanthocobitis urophthalmus (Günther, 1868)[28]
- Acanthocobitis zonalternans (Blyth, 1860)[27][22][29][30][31][32]